# Jacques Duphly

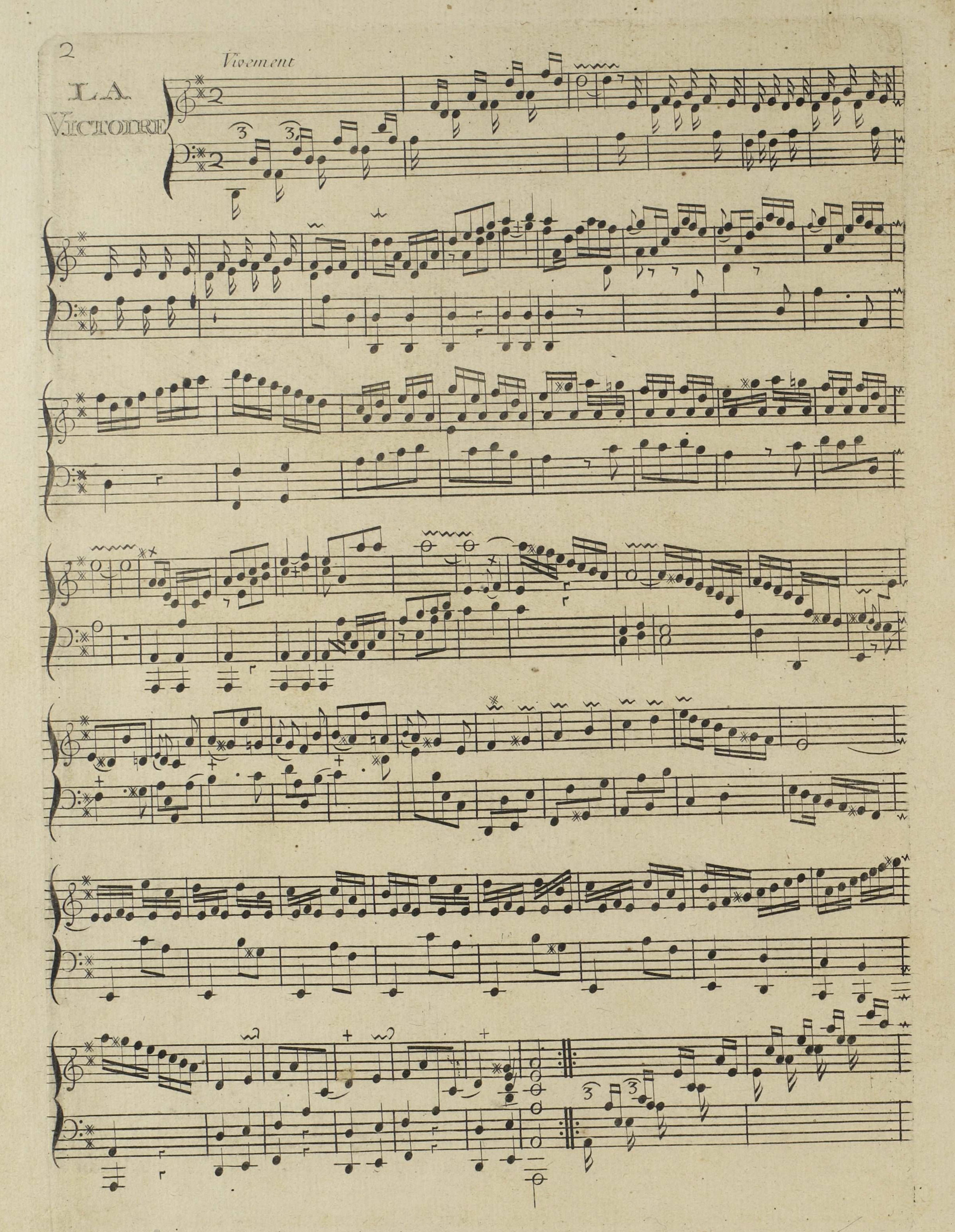
Jacques Duphly: La Victoire (Detail, aus 2nd Livre de Pièces de clavecin, Paris 1748, gewidmet Mme. Victoire de France)

Jacques Duphly (auch du Phly, Dufly, Du Flitz und Duflitz; * 12. Januar 1715 in Rouen; † 15. Juli 1789 in Paris) war ein französischer Komponist, Cembalist und Organist.

## Leben und Werk
Jacques Duphly war der Sohn von Jacques-I. Duphly und Marie-Louise Boyvin; sein Großvater mütterlicherseits war Jacques Boyvin, Organist der Kathedrale von Rouen (der bei seiner Geburt bereits tot war). Duphly war Schüler von François d’Agincourt. In seiner Jugend hatte er mehrere Stellen als Organist: 1732–1734 an der Kathedrale von Évreux, ab 1734 an Saint-Éloi in Rouen; und ebenda auch von 1735 bis 1737 bei den Karmelitern. Am 13. April 1740 nahm er auch noch eine Stelle in Notre-Dame-la-Ronde an, wo ihm seine Schwester half. Er gab außerdem Cembalo- und Orgelunterricht.
1742 ging Duphly nach Paris, wo er zunächst in der Rue de la Verrerie wohnte. Dort widmete er sich ausschließlich dem Cembalospiel und -unterricht; nach Marpurgs Meinung habe er sich nicht die Hände auf den Tasten einer Orgel verderben wollen. Duphly verdiente seinen Lebensunterhalt als freier Künstler und Virtuose, und verkehrte in den Salons der eleganten Pariser Gesellschaft. Pierre d’Acquin de Chateau-Lyon, der Sohn von Louis-Claude Daquin, schrieb über Duphly: „Sie haben in der Gesellschaft ([le monde]) sicher schon von M. Duflitz [= Duphly] gehört, einem Schüler von d’Agincourt …er gilt in Paris als sehr guter Cembalist. Man findet bei ihm viel Geläufigkeit [légèreté] im Anschlag und eine gewisse Weichheit, die, unterstützt von Verzierungen, mehreren seiner Stücke einen ganz wunderbaren Charakter verleihen“. Auch als Lehrer erfreute er sich eines ausgezeichneten Rufs, dies so sehr, dass Jean-Jacques Rousseau sich bei seinem Artikel über Fingersatz im Dictionnaire de Musique (1768) auf Duphly berief als einem „… exzellenten Meister des Cembalos, der vor allem die Perfektion des Fingersatzes besitzt“.
Duphly veröffentlichte vier Bände mit Pièces de clavecin: 1744, 1748, 1756 und 1768; das zweite Buch war Mme. Victoire gewidmet, einer Tochter Ludwigs XV. Seine Musik gehört zum Bedeutendsten, was in dieser Spätphase für Cembalo geschrieben wurde. Stilistisch basiert sie zwar noch auf den Cembalowerken François Couperins und vor allem Jean-Philippe Rameaus, ist jedoch auch stark beeinflusst von Domenico Scarlattis 1739 veröffentlichten Essercizi, sowohl stilistisch als auch technisch (z. B. weitausholende Arpeggien, Übergreifen der Hände). Scarlattis Einfluss ist z. B. deutlich in den Stücken La Vanlo, La Tribolet, La Cazamajor, La Larare, La Millettina des 1er Livre (1744), oder in La Victoire, La De Villeroy, La De Vatre, La Lanza, La Damanzy, La De Redemond und La De Caze im 2nd Livre (1748). Im 3me Livre (1756) gibt es neben Solowerken auch einige Stücke mit Begleitung einer Violine, in der Nachfolge von Élisabeth Jacquet de La Guerre, und Cassanea de Mondonville, oder der Pièces de clavecin en concert von Rameau. Duphlys letzte Werke zeigen bereits frühklassisch-galante Züge. Einige Stücke aus seinem ersten Buch wurden auch von Marpurg veröffentlicht (in Raccolta delle più nuove composizioni per clavicembalo. Leipzig 1757), und das zweite Buch erschien 1764 auch in England bei John Walsh II.

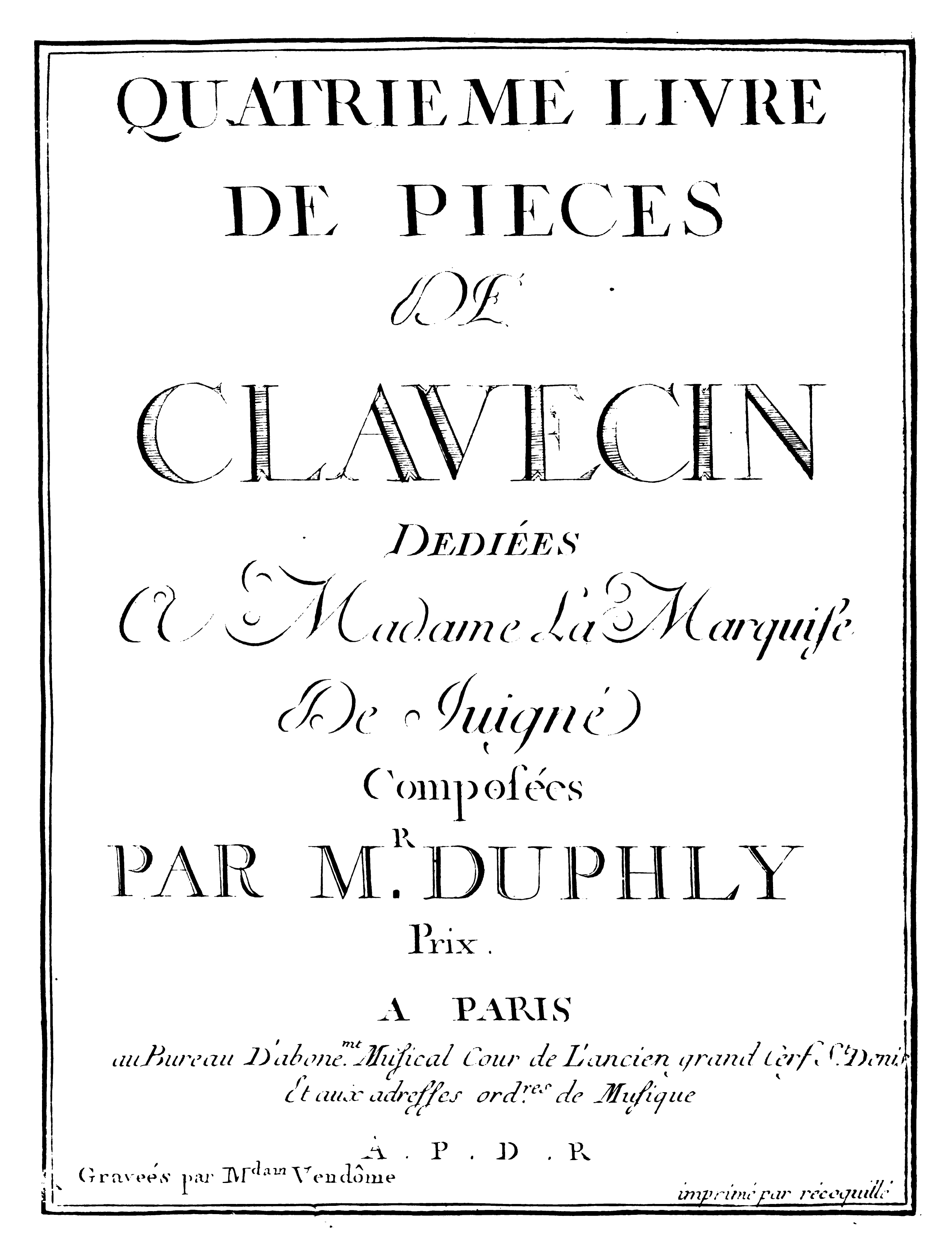
Jacques Duphly: Quatrième Livre de Pièces de Clavecin (Paris 1768) – Titelblatt mit der Widmung an die Marquise de Juigné, in deren Hôtel Duphly zuletzt wohnte und starb

Es ist bekannt, dass Duphly nach 1768 weiterhin unterrichtete. 1788 wurde er als vermisst gesucht: Das Journal Général de la France veröffentlichte in dem Jahr eine Anzeige, man wünsche zu erfahren, was aus Monsieur du Phly geworden sei, ehemals maître de clavecin von Paris, und wo er 1767 gewesen sei. Falls er nicht mehr am Leben sei, sollten sich die Erben melden, da man ihnen etwas mitzuteilen hätte.
Am 15. Juli 1789, einen Tag nach dem Sturm auf die Bastille, starb Duphly in Paris, in einem Appartement des Hôtel de Juigné, das er seit 1784 bewohnte. Im Inventar seiner Güter zur Zeit seines Todes ist kein Musikinstrument aufgeführt, aber er lebte in einem gewissen Wohlstand und verfügte u. a. über „zahlreiche Renten“ und eine charge d’écuyer du roi. Duphly hatte schon seit längerem Kontakte zur Familie der Juigné, denn sein viertes Cembalobuch von 1768 war bereits der Marquise de Juigné gewidmet. Man weiß außerdem, dass Antoine de Sartine, der alte Generalleutnant der Polizei und Staatssekretär der Marine, ein Kunstmäzen, dem Duphly ein Stück in seinem vierten Cembalobuch widmete (La Sartine), 1785 an der gleichen Adresse wohnte, im Hôtel de Juigné, quai Malaquais.
Duphly war nie verheiratet. Er vermachte einen beachtlichen Teil seines Besitzes seinem Diener, der 30 Jahre lang sein Leben geteilt und für ihn gearbeitet hatte.

## Noten
- Pièces de Clavecin – Premier Livre. 1744. Faksimile. Édition J. M. Fuzeau, Courlay 1990.
- Pièces de Clavecin – Second Livre. 1748. Faksimile. Courlay: Édition J. M. Fuzeau, Courlay 1990.
- Troisième Livre de Pièces de Clavecin. 1756. Performer’s Facsimiles, New York (o. J.).
- Quatrième Livre de Pièces de Clavecin. 1768. Performer’s Facsimiles, New York (o. J.).